# Cheilanthes belensis
Cheilanthes belensis är en kantbräkenväxtart som beskrevs av Charles Alfred Weatherby och Edwin Bingham Copeland. Cheilanthes belensis ingår i släktet Cheilanthes och familjen Pteridaceae. Inga underarter finns listade.